# Amarnath Amarasingam
Amarnath Amarasingam (* 1982 in Jaffna, Sri Lanka) ist ein kanadischer Extremismusforscher, der an der Queen’s University lehrt.

## Werdegang
Aufgrund des Bürgerkriegs in Sri Lanka floh Amarasingam 1988 mit seiner Familie nach Kanada. Dort ließen sie sich in Scarborough nieder. Amarasingam begann seine Studien zunächst an der University of Toronto. Von 2007 bis 2011 studierte er Religion und Kultur an der Wilfrid Laurier University und wurde 2013 bei Lorne L. Dawson mit einer Dissertation über Aktivismus sozialer Bewegungen zum Ph.D. promoviert.
Ab September 2011 lehrte Amarasingam als Lecturer an der Wilfrid Laurier University, ab Januar 2012 zusätzlich an der University of Waterloo. Von Mai 2014 bis Mai 2016 forschte er mit einer Förderung des Social Sciences and Humanities Research Council (SSHRC) als Postdoctoral Fellow an der Dalhousie University. Er war Senior Research Fellow am Londoner Institute for Strategic Dialogue, Fellow beim Extremismusprogramm des Center for Cyber and Homeland Security der George Washington University und leitete ab Januar 2017 eine Studie über westliche ausländische Kämpfer an der University of Waterloo. Seit 2019 lehrt er als Assistant Professor an der Queen’s University. Dort ist er sowohl in der School of Religion als auch im Department of Political Studies tätig.
Amarasingam ist Autor mehrerer Peer-Review-Artikel und Buchkapitel, hat auf über 100 nationalen und internationalen Konferenzen Vorträge gehalten und für The New York Times, Politico, The Atlantic, VICE News, The Daily Beast, Foreign Affairs, The Huffington Post, Al Jazeera und „War on the Rocks“ geschrieben. 2016 war er an der TV-Dokumentation „ISIS: Rise of Terror“ beteiligt.
Als Feldforscher führte Amarasingam für seine Dissertation über Aktivismus sozialer Bewegungen, organisatorische Dynamik und Jugendidentität Hunderte von Interviews in der tamilischen Diaspora von Sri Lanka. 2013 und 2014 entstanden dabei mehr als 50 Interviews mit ehemaligen Kämpfern der Liberation Tigers of Tamil Eelam (LTTE) in den ehemaligen Kriegsgebieten von Sri Lanka. Er betrieb auch Feldforschung in Somalia, Libanon und Israel/Palästina. Für sein Projekt über westliche ausländische Kämpfer hat er mit Dutzenden von verletzten Kämpfern, Flüchtlingen und Aktivisten der syrischen Revolution gesprochen.  Über soziale Medien wie auch persönlich führte er zahlreiche Interviews mit Dschihadisten wie Rachid Kassim, die derzeit in Syrien und im Irak kämpfen, sowie denen, die ihnen am nächsten stehen.
Seine Forschungsinteressen liegen in der Diasporapolitik, Nachkriegsrekonstruktion, Überwachung, sozialen Bewegungen, Radikalisierung und Terrorismus, Medienwissenschaft und Religionssoziologie.

## Publikationen (Auswahl)
- Pain, Pride, and Politics: Social Movement Activism and the Sri Lankan Tamil Diaspora in Canada. (Dissertation) University of Georgia Press 2015 ISBN 978-0-820-34812-4
- Sri Lanka: The Struggle for Peace in the Aftermath of War. C. Hurst & Co. 2017 ISBN 978-1-849-04573-5
- The Stewart/Colbert Effect: Essays on the Real Impacts of Fake News. McFarland & Company 2011 ISBN 978-0-786-45886-8
- Religion and the New Atheism: A Critical Appraisal. Haymarket Books 2012 ISBN 978-1-608-46203-2